# 大衛·庫比亞克
大衛·庫比亞克（英語：David Kubiak，1989年8月3日—），為美國的棒球選手之一，2017年起來台發展，首先效力於富邦悍將，中文登錄名酷必克。

## 經歷
- 美國職棒坦帕灣光芒（小聯盟，2011年）
- 美國職棒獨立聯盟Evansville Otters（2012年）
- 美國職棒獨立聯盟Southern Illinois Miners（2014年）
- 美國職棒獨立聯盟Joliet Slammers（2014年-2015年）
- 美國職棒紐約洋基（小聯盟，2016年）
- 美國職棒獨立聯盟Bridgeport Bluefish（2016年）
- 委內瑞拉聯盟Caribes de Anzoategui（2016年）
- 美國職棒獨立聯盟Somerset Patriots（2017）
- 中華職棒富邦悍將（2017年）
- 委內瑞拉聯盟Leones del Caracas（2017年11月-12月）
- 墨西哥聯盟Pericos de Puebla（2018年）

## 職棒生涯成績

### 中華職棒
| 年度 | 球隊     | 出賽 | 先發 | 勝投 | 敗投 | 中繼 | 救援 | 完投 | 完封 | 三振 | 四死 | 責失 | 投球局數 | 自責分率 | 被上壘率 |
| ---- | -------- | ---- | ---- | ---- | ---- | ---- | ---- | ---- | ---- | ---- | ---- | ---- | -------- | -------- | -------- |
| 2017 | 富邦悍將 | －   | －   | －   | －   | －   | －   | －   | －   | －   | －   | －   | －       | －       | －       |
| 合計 | 年       |      | －   | －   | －   | －   | －   | －   | －   | －   | －   | －   | －       | －       | －       |